# Итапоку
Итапоку (порт.  Rio Itapocu) — река в Бразилии в штате Санта-Катарина.

## Этимология
Название «Итапоку» имеет несколько толкований в соответствии с языком тупи, но наиболее принятыми являются нижеследующие переводы:
- «Вода из лопнувшего камня», через сочетание терминов itá («камень»), pok («лопнуть») и 'y («вода»)[1].

- «Длинный камень», через сочетание терминов itá («камень») и puku («длинный»)[1].

## Характеристики
Река образуется в результате слияния реки Ново с рекой Гумбольдт в центре города Корупа. Протекая с запада на восток, также омывает муниципалитеты Жарагуа-ду-Сул и Гуарамирин, впадая в Атлантический океан. Её основными притоками являются: река Пираи, река Итапокузинью и река Жарагуа.
Между городами Корупа и Гуарамирин через долину проходят шоссе BR-280 и железная дорога FSA-280, соединяющие остров и город Сан-Франсиску-ду-Сул с северным плато (Сан-Бенту-ду-Сул, Риу-Негринью и Мафра). В устье она образует границу между городами Барра-Велья и Аракуари.
Площадь бассейна реки Итапоку составляет 2930 квадратных километров, а общая длина русел бассейна — 4684 километра. Длина водотока реки Итапоку составляет 89 километров. По другим данным, длина её русла — 116 км.